# Östra Slättfjällstjärnen
Östra Slättfjällstjärnen är en sjö i Dals-Eds kommun i Dalsland och ingår i Örekilsälvens huvudavrinningsområde.